# Gogolfest
GOGOLFEST (em ucraniano:  Гогольфест) é um festival anual multidisciplinar internacional de arte contemporânea e cinema em Kiev, na Ucrânia, dedicado ao famoso escritor Mykola Gogol. O festival exibe teatro, música, cinema, literatura e artes visuais.